# منتزه بورنولولو الوطني
منتزه بورنولولو الوطني ، (بالإنجليزية: Purnululu National Park)‏. يقع في منطقة شرق كيمبرلي غرب أستراليا، في سلسلة جبال البانغل بانغل المتراصة والشديدة التقطّع. مساحة المنتزه (239723 هكتارا) ، 300 كيلومتر، (190) ميل إلى الجنوب من كونونورا. دخلت ضمن مواقع التراث العالمي في عام 2003.

## المميزات
يتميز المنتزه بتكوينه من الكلس الصوّاني الديفوني المتآكل خلال 20 مليون سنة. وقد بقي منه مجموعة بريجات ومخروطيات على شكل خلايا ذات منحدرات قاسية لها سطح مزيّح أفقياً باللون الرمادي الغامق بالسيانو بكتيريا (الطحالب الزرقاء سابقاً) (جسيمات مثيلية ضوئية أحادية خلية). وتعود أمثلة التضاريس الكلسية الاستثنائية، هذه التي تشمل المخروطيات الصلصالية في وجودها وطابعها الفردي إلى تفاعل عدد من الظواهر الجيولوجية والبيولوجية والطقسية والتآكلية.

## معرض الصور

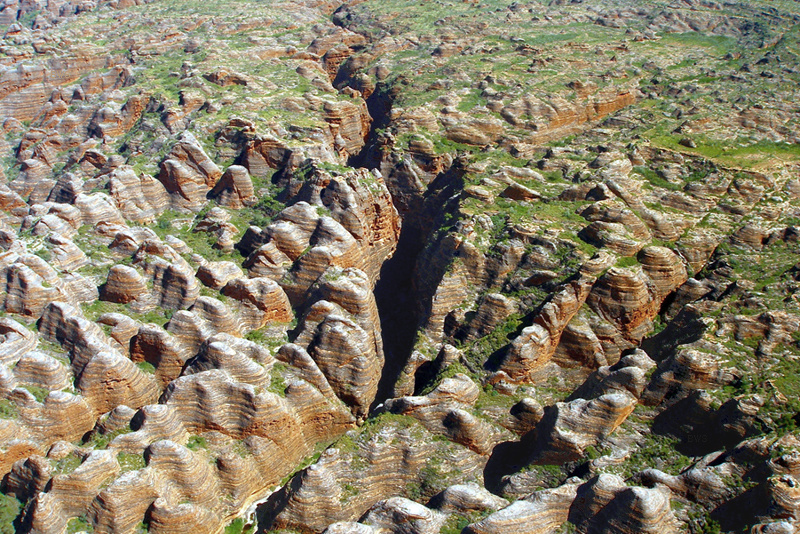
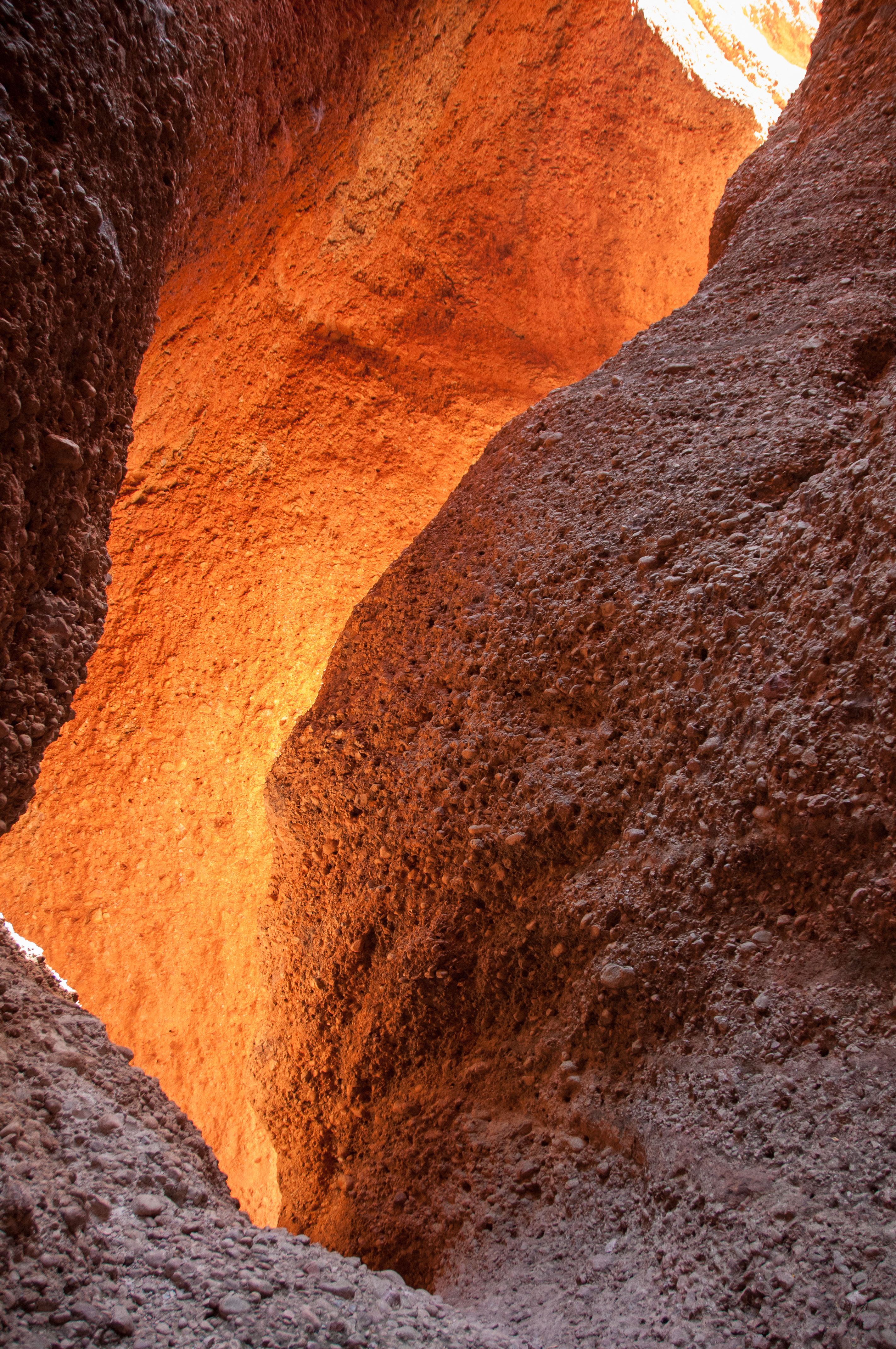
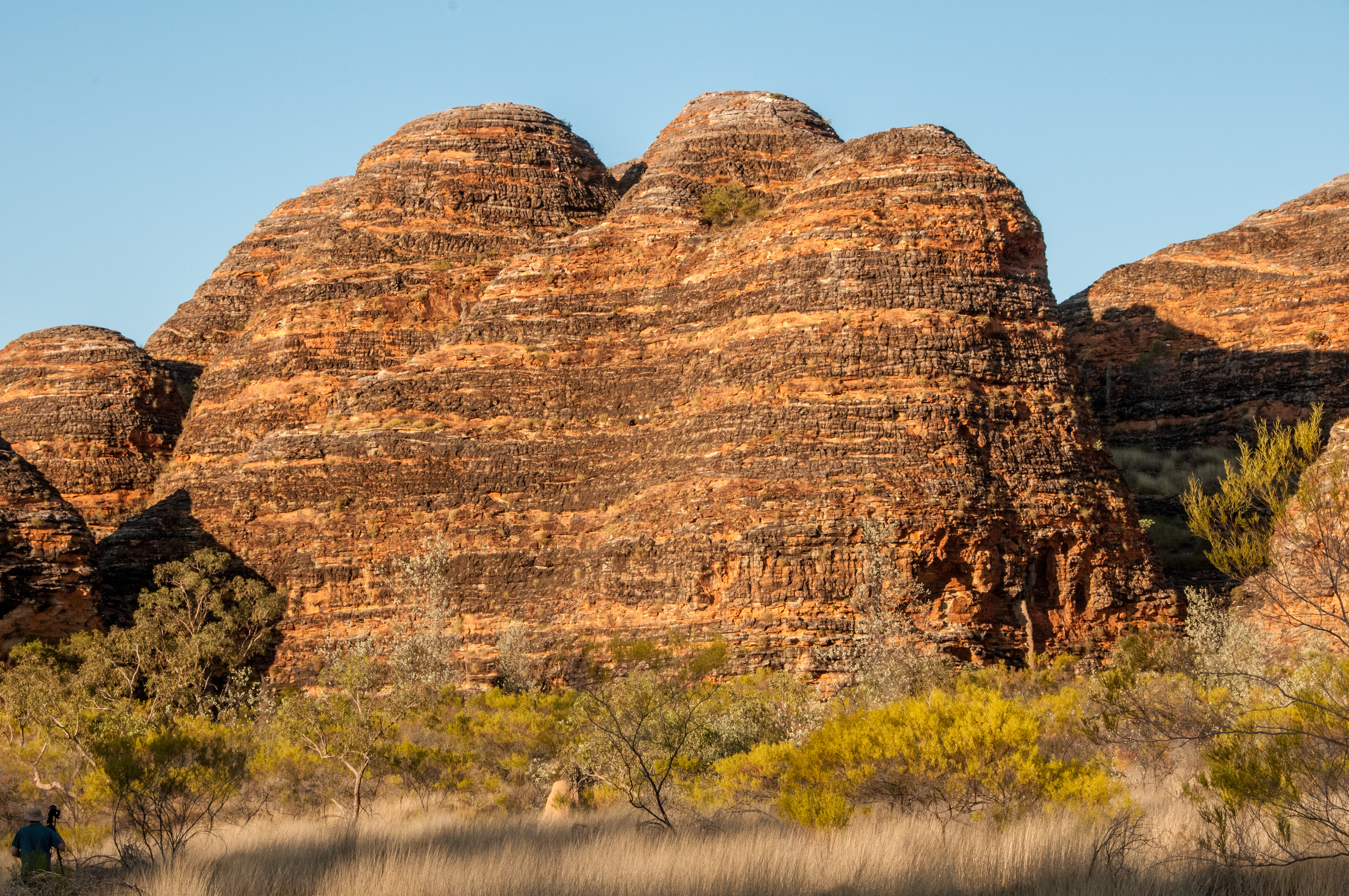
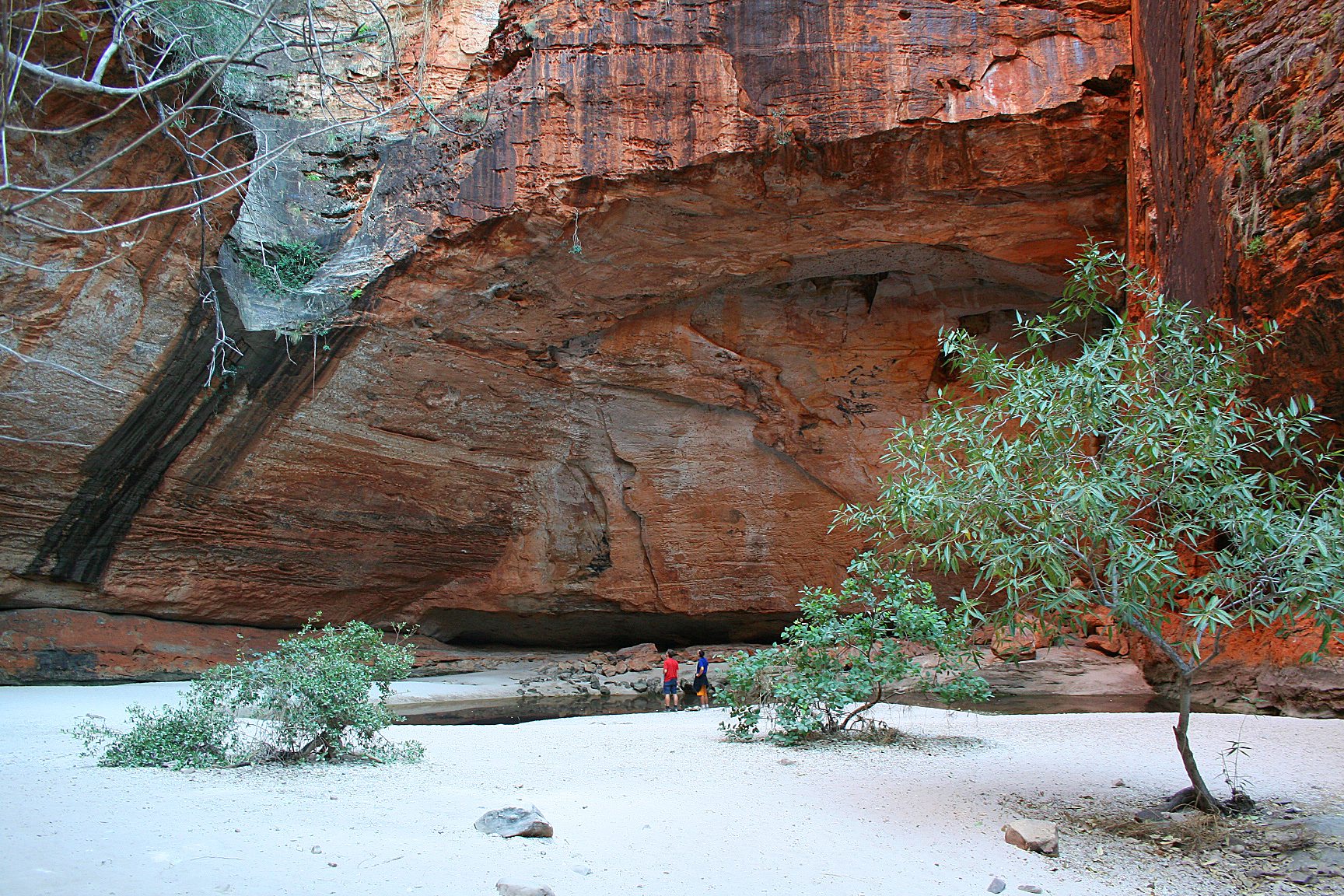
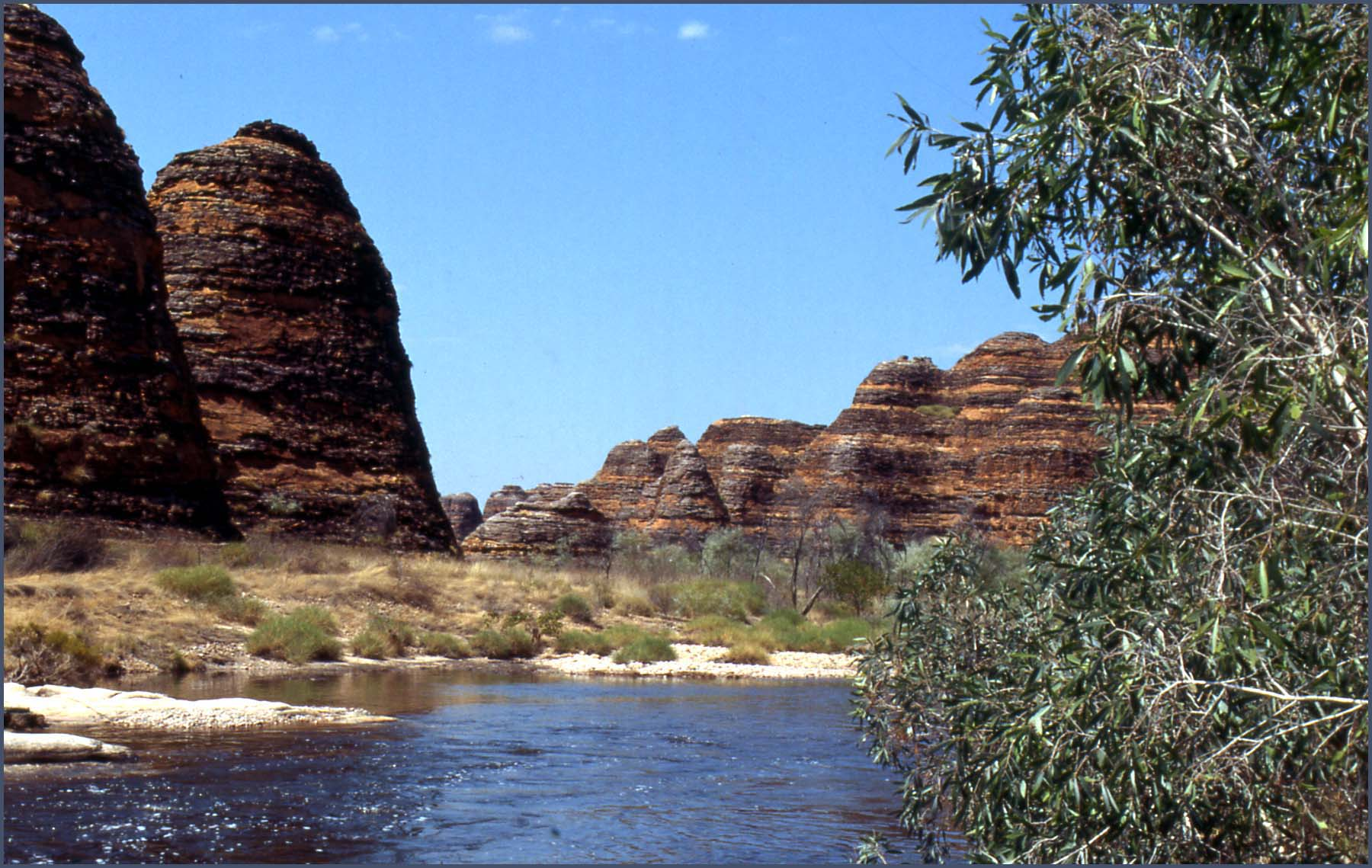
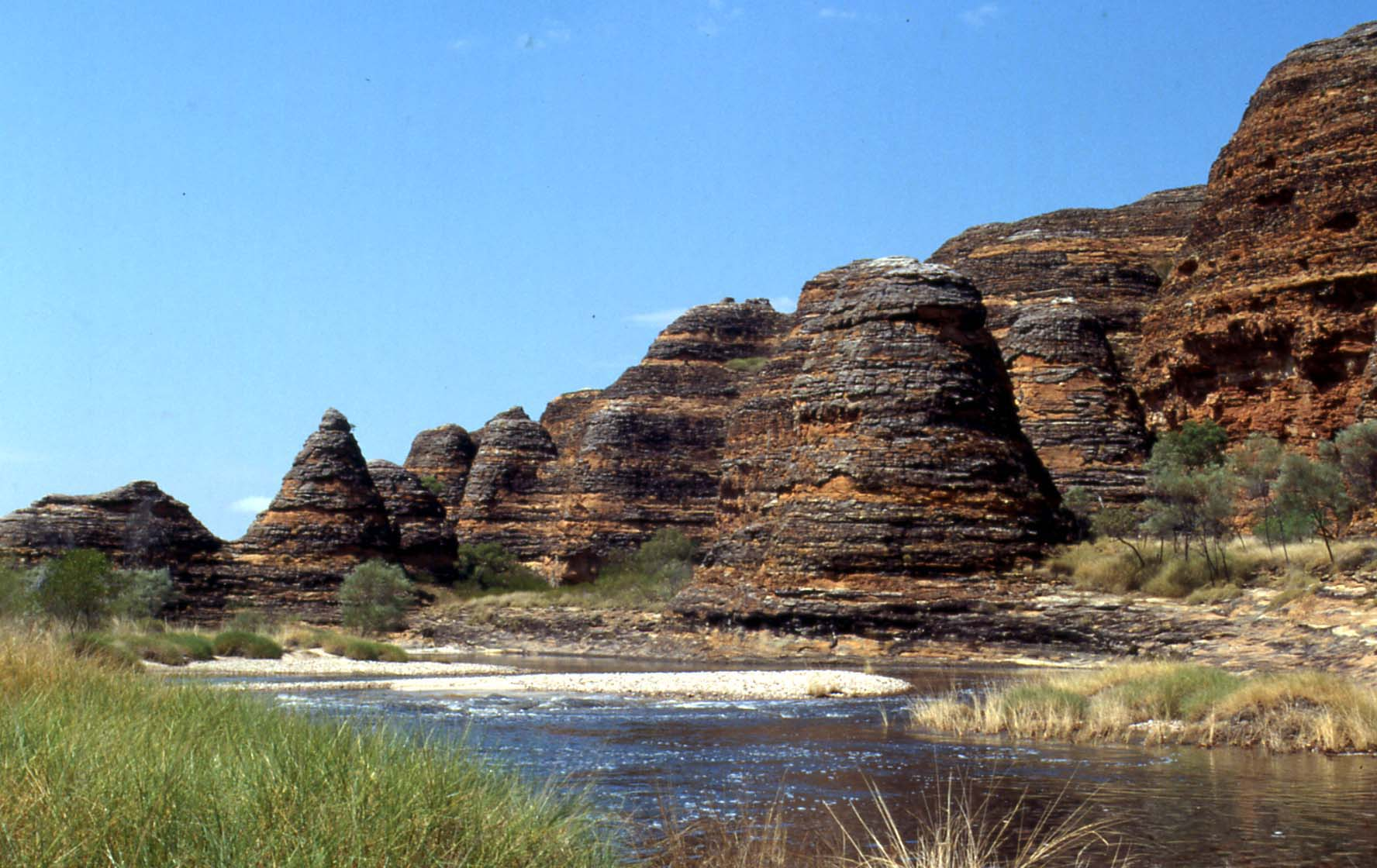